# Enrique Salgueiro

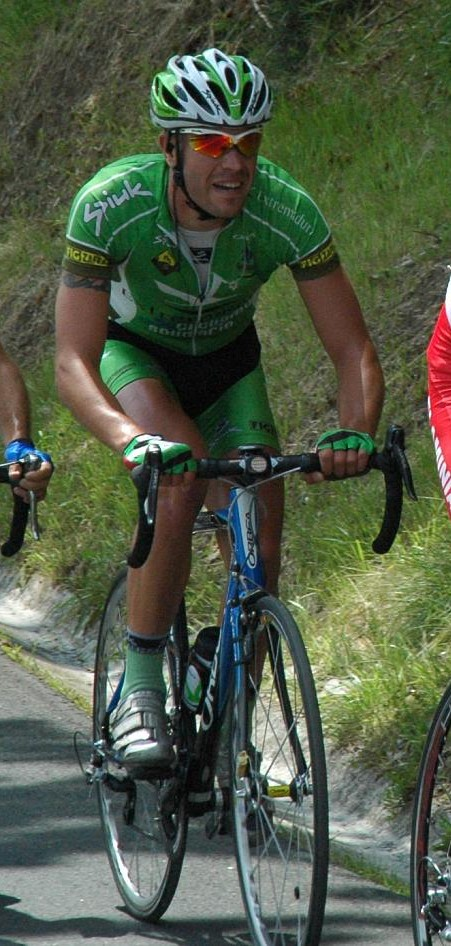
Enrique Salgueiro bei der Euskal Bizikleta 2008

Enrique Salgueiro Alonso (* 2. Mai 1981 in Redondela) ist ein ehemaliger spanischer Radrennfahrer.
Enrique Salgueiro begann seine Karriere 2003 bei dem portugiesischen Radsportteam Beppi-Pepolim. Zu seinen größten Karriereerfolgen gehören die Gesamtwertungssiege bei der Vuelta a León 2005 und der Tour des Pyrénées 2006. Bis zu seinem Karriereende nach Ablauf der Saison 2012 gewann er vier weitere Abschnitte internationaler Etappenrennen.

## Erfolge
2005
- Gesamtwertung und eine Etappe Vuelta a León

2006
- Gesamtwertung und eine Etappe Tour des Pyrénées

2009
- eine Etappe Cinturón a Mallorca
- eine Etappe Vuelta a Extremadura

2010
- eine Etappe Vuelta Ciclista a León

2011
- eine Etappe Grande Prémio Internacional de Torres Vedras

## Teams
- 2003 Beppi-Pepolim
- 2004 Beppi-Ovarense
- 2005 Spiuk-Semar
- 2006 Spiuk-Extremadura
- 2007 Karpin-Galicia
- 2008 Extremadura-Grupo Gallardo
- 2012 LA Aluminios-Antarte